# Vlada Italijanske republike
Italijanska vlada (Governo della Repubblica Italiana) je najvišja izvršna oblast v republiki. Sestavljajo jo kolegij ministrskega sveta, ministrski predsednik, ministri in podtajniki. Ministrskega predsednika in ministre imenuje direktno predsednik republike. Podtajnike določi ministrski svet in njihov mandat zapade z iztekom legislature.
Italijanska ustava predvideva to najvišje izvršno telo države izrecno kot popolnoma avtonomni organ, ki je zadolžen za politično usmeritev republike. Dejansko igra oseba ministrskega predsednika najpomembnejšo vlogo v splošni državni politiki, čeprav je hierarhično četrta funkcija državnega pomena (po predsedniku republike, predsedniku senata in predsedniku poslanske zbornice). Zato se po ministrskem predsedniku imenuje tudi obdobje trajanja vladnega mandata, na primer Vlada Monti pomeni obdobje, v katerem je bil vladni organ sestavljen po predlogu in s predsedstvom parlamentarca Montija.
Sedež italijanske vlade je v Rimu v palači Chigi, raprezentančni prostori so tudi v vili Pamphili in v vili Madama. 
Trenutno (2013) sestavlja ministrski svet (poleg predsednika) 13 resornih ministrov in 10 ministrov brez listnice, s katerimi sodeluje več podtajnikov.
Resorni ministri: 
- Minister za zunanje zadeve
- Minister za notranje zadeve
- Pravosodni minister
- Obrambni minister
- Minister za ekonomijo in finance
- Minister za ekonomski razvoj
- Minister za kmetijstvo prehrano in gozdarstvo
- Minister za okolje in za varstvo ozemlja in morja
- Minister za infrastrukture in prevoz
- Minister za delo in socialo
- Minister za kulturne spomenike in dejavnosti
- Minister za izobrazbo univerze in raziskovanje
- Minister za zdravje

Ministri brez listnice:
- Minister za povezavo s parlamentom
- Minister za deželna vprašanja
- Minister za turizem
- Minister za šport
- Minister za združitev teritorialnih sil
- Minister za evropska vprašanja
- Minister za javno upravo in poenostavitev
- Minister za mednarodno sodelovanje in povezavo
- Minister za ustavne reforme
- Minister za enakopravne priložnosti